# Præstesigningen
I det jødiske tempel i Jerusalem (der ødelagdes af romerne 70 e.v.t.) plejede præsterne, "kohanitterne" at velsigne folket. Denne velsignelse, der nedenfor er gengivet i en lidt ældre oversættelse (fra 1978), kommer fra Torah (4. mosebog, kap. 6, 24-26):

Herren velsigne dig og bevare dig.
Herren lade sit ansigt lyse på dig og være dig nådig.
Herren løfte sit ansigt på dig og give dig fred.

Efter templets ødelæggelse blev velsignelsen flyttet til at foregå i synagogerne. Der er lidt forskellige traditioner fra synagoge til synagoge, men som udgangspunkt velsignes menigheden hver morgen i synagoger i Israel. I synagoger uden for Israel (herunder Københavns Synagoge) er det kun på helligdage, kohanitterne velsigner menigheden.